# Elopteryx
Elopteryx is een geslacht van theropode dinosauriërs, behorend tot de groep van de Maniraptora, dat tijdens het late Krijt leefde in het gebied van het huidige Roemenië. De enige benoemde soort is Elopteryx nopcsai.

## Vondst en naamgeving
Vermoedelijk in het begin van de twintigste eeuw verzamelde baron Franz Nopcsa bij Sînpetru stukken bot van een kleine theropode die verworven werden door het British Museum of Natural History. De precieze vondstomstandigheden zijn onbekend. In 1913 werd het door conservator Charles William Andrews benoemd en beschreven als een vogel, de typesoort Elopteryx nopcsai. De geslachtsnaam is afgeleid van het Oudgriekse ἕλος, helos, "moeras", en πτέρυξ, pteryx, "vleugel" of "veer". De naam had dus eigenlijk "Helopteryx" moeten luiden. De soortaanduiding eert Nopcsa.
Het holotype, BMNH A1234, is gevonden in een laag van de Sînpetruformatie van het Haţegbassin die dateert uit het Maastrichtien, ongeveer 67 miljoen jaar oud. Het bestaat uit de bovenkant van een linkerdijbeen. Een tweede bot werd aan de soort toegewezen: BMNH A PAL.1235, een linkerdijbeenfragment. Andrews wees voorlopig ook de onderkant van een linkeronderbeen, een tibiotarsus, toe, dat later apart gecatalogiseerd werd onder het inventarisnummer BMNH A PAL.4359, gebaseerd op de overeenkomsten in de preservering van het fossiel met een ruw botoppervlak.
In 1929 wees de Hongaarse paleontoloog Kálmán Lambrecht nog eens twee botten toe: BMNH A PAL.1528 en BMNH A PAL.1588, respectievelijk een linker- en een rechtertibiotarsus, de eerste verzameld door Nopcsa, de tweede door Maud Eleanora Seeley. In 1975 echter, werden deze beenderen door Colin James Oliver Harrison en Cyril Alexander Walker weer, samen met de eerste tibiotarsus, uit het toegewezen materiaal verwijderd en benoemd als twee aparte uilensoorten: Bradycneme draculae (BMNH A PAL.1588) en Heptasteornis andrewsi (holotype BMNH A4359 en paratype BMNH A PAL.1528).
In 1981 wezen Dan Grigorescu en Eugen Kessler een bot aan Elopteryx toe, specimen FGGUB R.351, waarvan ze dachten dat het de onderkant was van een linkerdijbeen. In 1998 werd gesuggereerd dat het toe zou kunnen behoren aan een lid van de Neoceratosauria en dus geen vogel zou zijn. Later bleek al een completer element gevonden te zijn, MAFI Ob.3120a, dat bewees dat het om een middenvoet van een lid van de Hadrosauroidea ging.
In 1986 wezen Kessler en Tiberiu Jurcsák een schedel aan Elopteryx toe, specimen FGGUB 1007, maar die bleek later van een sauropode te zijn.
In 1992 stelden Jean Le Loeuff e.a. dat Heptasteornis en Bradycneme toch jongere synoniemen waren van Elopteryx, gezien hun botoppervlak, maar dat het ging om een dromaeosauride. Verschillende vondsten uit Frankrijk wezen ze aan de soort toe: MDE-D203, een dijbeen, MDE-D01, een voorste ruggenwervel en verder een sacrale wervel en ribfragmenten. Later werden de wervels echter toegewezen aan Variraptor.
In 2005 wees Kessler een onderkant van een dijbeen toe, specimen FGGUB R.1957, en verenigde dit met het merendeel van de rest van het Roemeense materiaal.

## Beschrijving

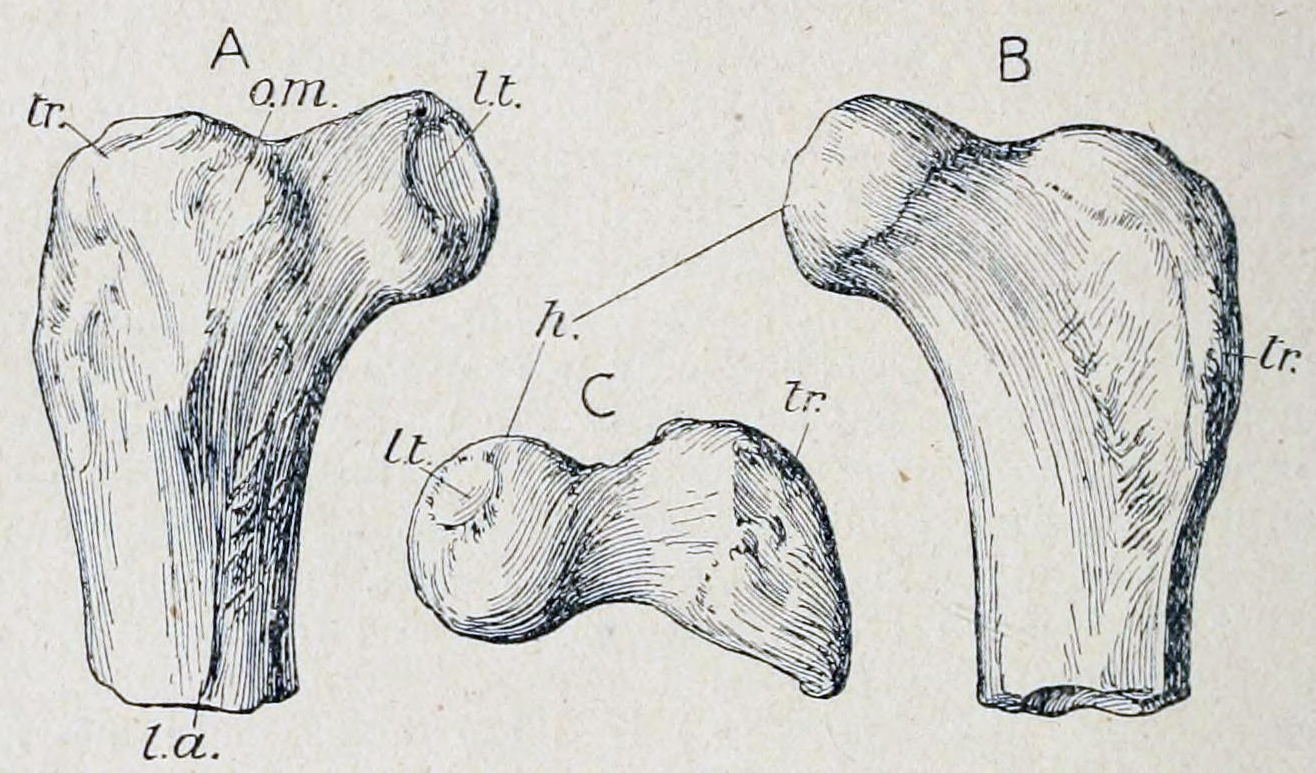
Het door Andrews onder Elopteryx nopcsai beschreven materiaal

Elopteryx is een kleine soort — althans voor een basale theropode, niet voor een vogel. Het holotype, de bovenkant van een dijbeen, heeft een hoogte van ongeveer drieënhalve centimeter wat wijst op een dijbeenlengte van vijftien centimeter en een lichaamslengte van zestig tot zeventig centimeter, mits een lange benige staart verondersteld wordt.
Het dijbeen heeft aan de achterzijde van de bovenkant een trochanter posterior. De dijbeenkop heeft een duidelijke groeve voor het gewrichtskapsel. Aan de achterzijde van de schacht is nog een lage vierde trochanter zichtbaar.
De verschillende tibiotarsi die ooit aan Elopteryx zijn toegewezen, zijn sterk vergroeid en elegant gebouwd.

## Fylogenie
Andrews zag Elopteryx nog vanzelfsprekend als een vogel, een lid van de Pelecaniformes. Lambrecht benoemde er in 1933 zelfs een aparte familie en onderfamilie voor: de Elopterygidae en Elopteryginae. De gezaghebbende vogeltaxonoom Pierce Brodkorb plaatste nog in 1963 de tertiaire vogels Argillornis en Eostega als elopterygiden. Brodkorb zelf echter twijfelde in 1978 aan de status van vogel. Midden jaren zeventig was de leer dominant geworden dat vogels dinosauriërs zijn en dat riep de vraag op of een voor een vogel vrij grote vorm uit het Krijt niet een kleine meer basale dinosauriër buiten de vogels zou kunnen zijn, vooral omdat de in 1975 als uilen, als Bradycnemidae binnen de Strigiformes, afgesplitste Heptasteornis en Bradycneme dan wel een voor die groep gigantische omvang zouden moeten hebben gehad: ze zouden twee meter hoog geweest zijn! Misschien dat de tibiotarsi en de dijbeenderen toch bij elkaar hoorden en een enkel basaler theropodentaxon vertegenwoordigden.
Tot welke precieze groep zo'n soort zou behoren, was echter niet erg duidelijk. De meeste onderzoekers beperkten zich in de jaren tachtig tot de vrij zekere vaststelling dat het een of ander lid van de Coelurosauria moest zijn geweest. Enkele wetenschappers opperden dat het om een troodontide zou gaan, zonder daar echter diagnostische kenmerken voor te kunnen aandragen. Le Loeuff meende in de jaren negentig dat het een lid van Dromaeosauridae zou zijn, maar de aanwezigheid van een vierde trochanter en de groeve voor het gewrichtskapsel spreekt daartegen.
Eind jaren negentig begon men sterk de klemtoon te leggen op het feit dat er eigenlijk geen direct verband bewezen kon worden tussen de verschillende specimina. Dat suggereerde dat er sprake kon zijn van meerdere basale theropoden. Csiki & Grigorescu meenden in 1998 dat Elopteryx een lid van de Maniraptora was terwijl het bij Bradycneme om een meer basaal lid van de Tetanurae ging en Hepasteornis weer een andere soort kon zijn. Zo'n splitsing werd in 2004 ook voorgestaan door Darren Naish en Gareth Dyke hoewel hun opvattingen ten dele afweken: Bradycneme was een maniraptoor, Hepasteornis een lid van de Alvarezsauridae en Elopteryx zelf of een troodontide of toch een vogel uit de Pygostylia, zij het een zeer basale buiten de Ornithuromorpha. Kessler voegde in 2005 het materiaal weer bij elkaar in een enkele soort Elopteryx, maar zag deze als een alvarezsauride. De meeste latere onderzoekers erkennen dat er zich alvarezsauride resten onder het materiaal bevinden, maar onthouden zich van het onderbrengen van alle vondsten in één taxon. Alvarezsauriden hebben sterk gelijkende tibiotarsi, maar net als dromaeosauriden geen vierde trochanter of kapselgroeve.